# 閩

閩
閩

917年の閩（黄色）

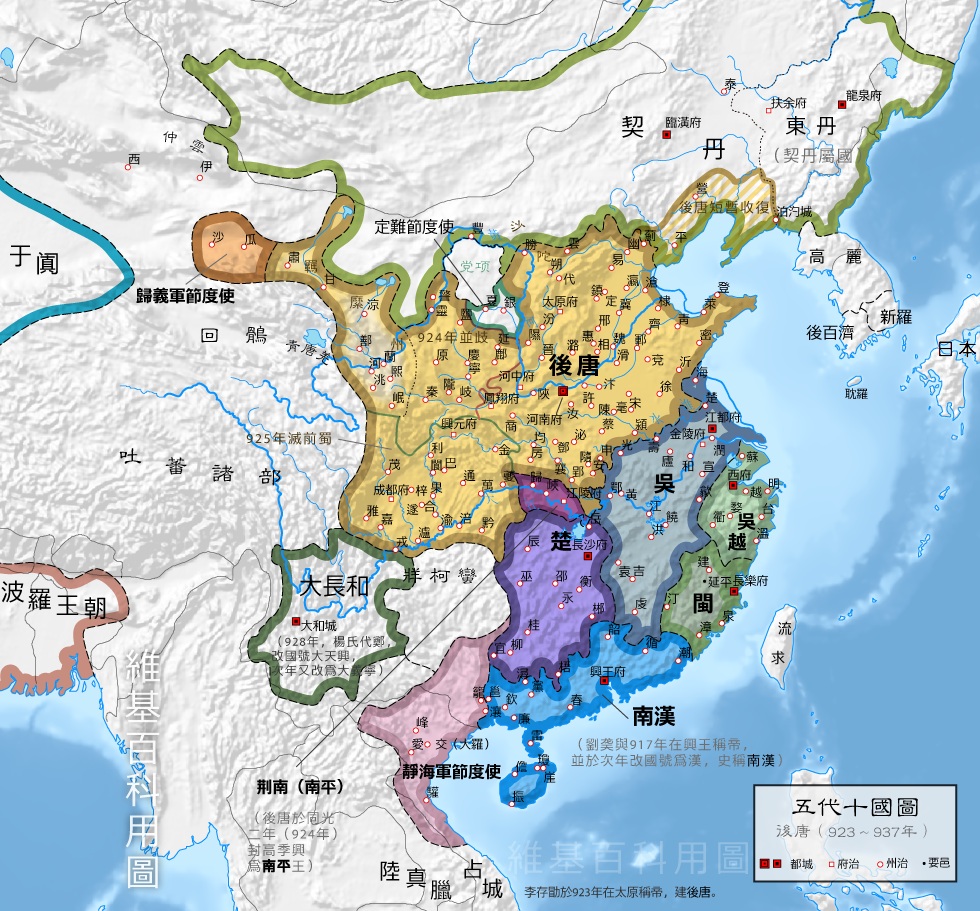
後唐代の閩（濃緑）

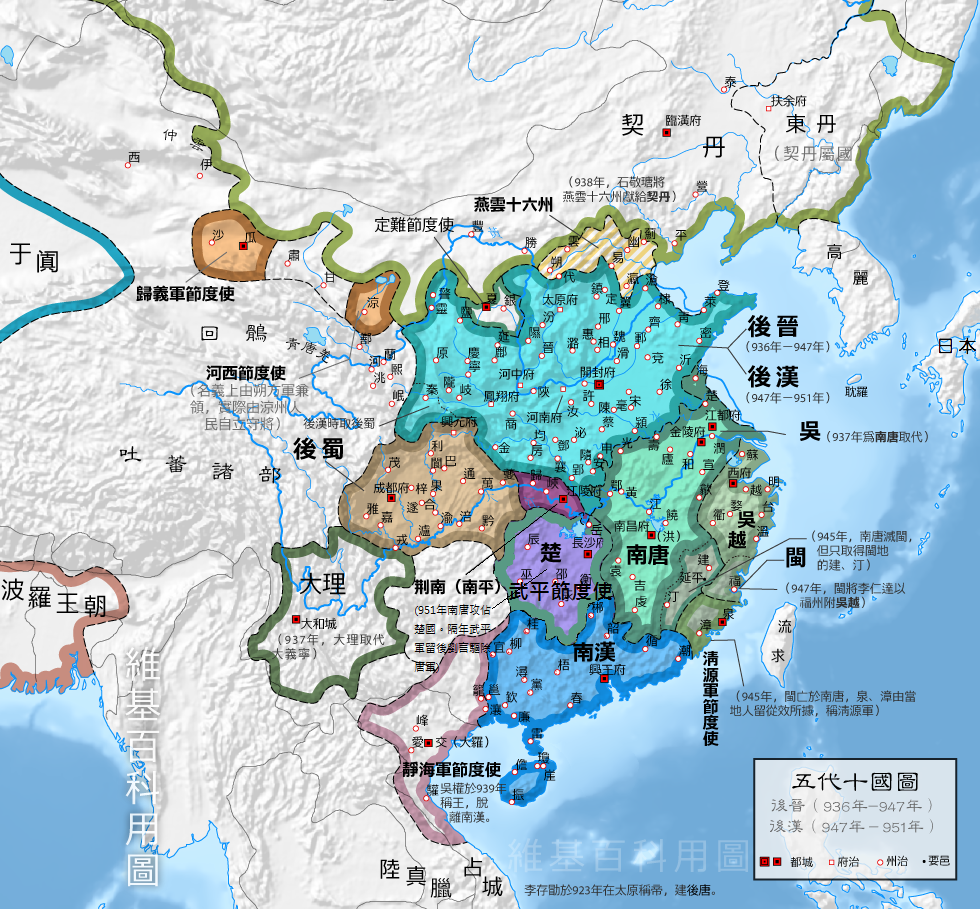
後晋・後漢代の閩（濃緑）。図中では滅亡時の様子も示されている。王延政の拠った建州・汀州は南唐へ、福州は呉越に奪われ、漳州・泉州は南唐からの清源軍節度使が置かれた。

閩（びん、909年 - 945年）は、中国五代十国時代に現在の福建省を中心に存在した国。十国の一つ。

## 歴史
統治者それぞれの読み、生没年、在位年については後述の#閩の統治者一覧を参照。
開祖の王審知は光州固始県（現在の河南省信陽市固始県）の人。兄の王潮と共に唐末の混乱の中で中央の混乱を避けて、福建へと移住し、この地を占領した。896年に王潮は唐より威武軍節度使に追認され、翌年に王潮が死ぬと王審知が地位を受け継いだ。
907年に朱全忠が唐から禅譲を受けて後梁を立てると、後梁に入朝して閩王に封ぜられた。
王審知は内政に力を入れ、当時はまったくの後進地であった福建の開発を進めて、大きく発展させた。また南海交易で利益を上げ、文人・名僧などを集め、文化を奨励した。このような善政により王審知は開閩王と称えられ、福州には閩王徳政碑（びんおうとくせいひ）が立てられており、現在でも訪問者は絶えない。
しかし925年に王審知が死んだ後は内紛が続く。まず翌年に王審知の長男の王延翰が位に就くが、弟の王延鈞に殺され、そのまま王延鈞が位に就く。閩は後梁を倒した後唐に対して引き続いて称臣していたが、後唐の明宗李嗣源が病に倒れ、後唐が混乱しているのに乗じて、933年に独立して皇帝を名乗った。
王延鈞は935年に長男の王継鵬（王昶）によって殺され、王継鵬（王昶）が帝位に就く。937年、王継鵬（王昶）は後唐を倒した後晋に再び称臣して閩王に戻った。王継鵬（王昶）は道教を狂信し、巫女の言葉を信じて一族を殺し始めたので、939年に将軍のクーデターによって殺され、王審知の子の王延羲が擁立された。しかし王延羲も暴政を行い、恨みのある一族を殺して回った。943年、これに対して王延羲の弟の王延政は任地の建州で自立して皇帝となり、殷と称した。
翌年に王延羲は配下により殺され、王延政が閩王の地位を継いだが、この混乱を見た一族の王継勲（王審知の兄の王審邽の子の王延禎の子）と王継成（王延政の子）がそれぞれ自立し、国内は分裂状態となった。この状況を見た南唐の李璟により攻め滅ぼされて、王延政ら王族は南唐の首都の江寧へと連れ去られ、その地で天寿を全うした。

## 文化
前述した王審知の文化振興により、建てられた建物で現存するものも少なくない。
- 開元寺鉄仏 - 福州にある開元寺の中の高さ5.3メートルの鉄仏。王審知の建立といわれる。
- 閩王祠 - 前述の閩王徳政碑が中にある。
- 湧泉寺（ゆせんじ） - 福州の東南の鼓山の中腹にある寺。908年に王審知によって創建。
- 開元寺 - 泉州にある寺（上記とは別）。この中の塔の一つが王審知によるもの。

## 閩の統治者一覧
1. 王潮（おうちょう、? - 897年、在位896年 - 897年）
2. 太祖 昭武孝皇帝 王審知（おうしんち、862年 - 925年、在位897年 - 925年）
3. 嗣王 王延翰（おうえんかん、? - 926年、在位925年 - 926年）
4. 恵宗 斉粛明孝皇帝 王延鈞（おうえんきん、? - 935年、在位926年 - 935年）
5. 康宗 聖神英睿文明広武応道大弘孝皇帝 王継鵬（おうけいほう、? - 939年、在位935年 - 939年）
6. 景宗 睿文広武明聖元徳大孝皇帝 王延羲（おうえんぎ、? - 944年、在位939年 - 944年）
7. 王延政（おうえんせい、? - 951年、在位943年 - 945年）

## 関係項目
- 閩語